# Got Live If You Want It!
Got Live If You Want It! is het eerste livealbum van The Rolling Stones. Het werd eind 1966 uitgegeven in de Verenigde Staten. In het Verenigd Koninkrijk werd in 1965 een ep uitgegeven in plaats van het album, ook met de naam Got Live If You Want It!. De samenstelling van de beide platen wijkt aanzienlijk af. Het album werd samengesteld door resultaat van contractuele verplichtingen met de Amerikaanse uitgever London Records. De band was er niet blij mee. Zij vinden Get Yer Ya-Ya's Out! hun livealbumdebuut.
Het album werd uitgegeven in december, wanneer de band bijna klaar was met hun album Between the Buttons. Het bereikte nummer 6 in de Verenigde Staten in begin 1967 en werd later een gouden plaat. Decca Records gaven het album uit onder de naam Have You Seen Your Mother Live! vanwege importkwesties. King Records Japan gaven het album uit onder de naam Hits LIVE.
In augustus 2002 werd het album heruitgebracht en werd een sacd-Digi-pack, vervaardigd door ABKCO Records.

## Nummers
Alle nummers zijn geschreven door Mick Jagger en Keith Richards tenzij anders is aangegeven.
1. Introductie door Long John Baldry
2. Under My Thumb – 2:54
  - De cd- en vinylversie van de introductie en het nummer Under My Thumb verschillen van elkaar.
3. Get Off of My Cloud – 2:54
4. Lady Jane – 3:08
5. Not Fade Away (Buddy Holly/Norman Petty) – 2:04
6. I've Been Loving You Too Long (Otis Redding/Jerry Butler) – 2:55
  - Een studio-opname van 11–12 mei 1965, extra gegil en orgel werden toegevoegd. De originele versie staat op het verzamelalbum More Hot Rocks (Big Hits & Fazed Cookies).
7. Fortune Teller (Naomi Neville) – 1:57
  - Een aangepaste studio-opname van 9 juli 1963, er werd extra gegil en tamboerijn toegevoegd. De volledige niet-aangepaste versie staat op het verzamelalbum More Hot Rocks (Big Hits & Fazed Cookies).
8. The Last Time – 3:08
9. 19th Nervous Breakdown – 3:31
10. Time Is on My Side (Norman Meade) – 2:49
11. I'm Alright (Nanker Phelge) – 2:27
  - Een remix van dit nummer werd uitgegeven op de ep Got Live If You Want It! in het Verenigd Koninkrijk (1965) en in Amerika op het album Out of Our Heads met dezelfde instrumentale achtergrond, maar met verschillende zang.
12. Have You Seen Your Mother, Baby, Standing in the Shadow? – 2:19
13. (I Can't Get No) Satisfaction – 3:05

## Bezetting
- Mick Jagger – leadzang, percussie
- Keith Richards – gitaar, zang
- Brian Jones – gitaar, zang, mondharmonica
- Charlie Watts – drums
- Bill Wyman – basgitaar

## Hitlijsten
| Jaar | Hitlijst             | Notering |
| ---- | -------------------- | -------- |
| 1967 | Billboard Pop Albums | 6        |